# Juillé (Sarthe)
 Juillé  es una población y comuna francesa, situada en la región de Países del Loira, departamento de Sarthe, en el distrito de Mamers y cantón de Beaumont-sur-Sarthe.

## Demografía
| 325 | 301 | 302 | 359 | 431 | 458 |
| Para los censos de 1962 a 1999 la población legal corresponde a la población sin duplicidades (Fuente: INSEE [Consultar]) |     |     |     |     |     |